# Septième district congressionnel de l'Alabama
Le 7e district congressionnel d'Alabama est un district du Congrès des États-Unis en Alabama qui englobe les comtés de Choctaw, Dallas, Greene, Hale, Lowndes, Marengo, Pickens, Perry, Sumter et Wilcox, et des parties des comtés de Clarke, Jefferson, Montgomery et Tuscaloosa. Le district englobe des parties des zones urbaines de Birmingham, Montgomery et Tuscaloosa/Northport. La plus grande ville entièrement dans le district est Selma.
Le district est majoritairement non blanc, avec une majorité de résidents afro-américains, depuis le redécoupage après le recensement de 1990. En tant que tel, et avec un indice de vote partisan Cook de D + 19, c'est le seul district Démocrate de l'Alabama. Il est actuellement représenté par la Démocrate Terri Sewell.

## Histoire
Le 7e district congressionnel de l'Alabama a été défini pour la première fois en 1843 ; il a été maintenu depuis lors, à l'exception des années 1867-1873, pendant la période de la Reconstruction. La zone géographique représentée par ce district a changé au fil du temps, en fonction du nombre de Représentants américains attribués à l'Alabama. Au début du XXe siècle, la circonscription comprenait la ville de Gadsden. Au fil du temps, le district a été redéfini pour inclure la région de Tuscaloosa. Les deux derniers représentants du district avant sa reconfiguration en zone majoritairement minoritaire étaient Richard Shelby (aujourd'hui sénateur sénior de l'Alabama) et Claude Harris, tous deux résidents de Tuscaloosa.
La forme de la circonscription actuelle a été en grande partie établie en 1992, lorsqu'elle a été reconstituée en tant que circonscription majoritairement minoritaire en vertu des dispositions du Voting Rights Act de 1965, tel que modifié en 1982 pour encourager une plus grande représentation des minorités au Congrès. La moitié de la partie ouest de la circonscription de l'Alabama a été déplacée dans le 4e district, et une grande partie du Comté de Tuscaloosa a été déplacée dans le 6e district, qui avait été principalement basée autour de Birmingham. Pour compenser la perte de population et créer la minorité majoritaire, de nombreux comtés de la région de la Black Belt, une étendue rurale de l'Alabama avec une forte proportion de résidents afro-américains descendant des travailleurs des plantations de coton, ont été ajoutés à la circonscription, ainsi qu'un bras s'étendant de Tuscaloosa à peu près le long du corridor de l'Interstate 20/59 dans le comté de Jefferson pour prendre la plupart des circonscriptions noires de Birmingham. La plupart des résidents blancs de Birmingham sont restés dans le district. Les trois représentants élus dans ce district après la reconfiguration - Earl F. Hilliard (en), Artur Davis et Terri Sewell - ont tous été des résidents de Birmingham.
Les changements, pour la plupart mineurs, apportés lors des deux redécoupages suivants n'ont pas modifié substantiellement la forme du district. Toutefois, des parties occidentales du comté de Montgomery ont été réintégrées dans cette circonscription, y compris de grandes parties du centre-ville de Montgomery lors du redécoupage qui a suivi le recensement de 2010. Cette zone avait été supprimée après le recensement de 2000. Le district contient les zones urbanisées de Birmingham, Montgomery et Tuscaloosa, ainsi que dix des quatorze comtés ruraux de la Black Belt. Trois des plus grands collèges de l'État sont situés dans le district : L'Alabama State University à Montgomery, l'université d'Alabama à Tuscaloosa et l'université d'Alabama à Birmingham. Le 7e district congressionnel de l'Alabama est un bon exemple d'un État qui a connu un gerrymandering partisan au cours de la dernière décennie. Lors du cycle de redécoupage de 2010, les Républicains ont tracé les lignes du district de manière à regrouper plusieurs grandes communautés démocrates dans un seul district, s'assurant ainsi que les démocrates ne soient élus qu'à un seul siège. Le 7e district de l'Alabama s'étend sur plusieurs régions d'autres districts pour sélectionner les électeurs démocrates. Le 7e district est celui ayant le plus subis le gerrymandering de l'État.
Les Démocrates ont représenté le 7e district pendant toutes les années sauf 6 depuis 1843.

## Résultats des récentes élections
Une majorité des votants dans le district sont des Afro-américains qui soutiennent le Parti Démocrate et ses candidats.

### Frontières 2023 - 2025
| Année | Poste      | Résultats                |
| ----- | ---------- | ------------------------ |
| 2000  | Président  | Gore 66 % – 33 %         |
| 2004  | Président  | Kerry 64 % – 35 %        |
| 2008  | Président  | Obama 72 % – 27 %        |
| 2012  | Président  | Obama 72 % – 27 %        |
| 2016  | Président  | Clinton 64,1 % – 33,5 %  |
| 2016  | Sénat      | Crumpton 64,0 % – 35,9 % |
| 2017  | Sénat      | Jones 75,4 % – 23,7 %    |
| 2018  | Gouverneur | Maddox 67,9 % – 32,0 %   |
| 2020  | Président  | Biden 65,5 % – 33,4 %    |
| 2020  | Sénat      | Clinton 67,7 % – 32,2 %  |
| 2022  | Gouverneur | Flowers 59,9 % – 37,4 %  |
| 2022  | Sénat      | Boyd 61,1 % – 37,2 %     |

### Frontières 2025 - 2033
| Année | Poste      | Résultats               |
| ----- | ---------- | ----------------------- |
| 2016  | Président  | Clinton 61,6 % - 35,6 % |
| 2016  | Sénat      | Crumpton 61,8 - 38,1%   |
| 2017  | Sénat      | Jones 74,2 % - 24,8 %   |
| 2018  | Gouverneur | Maddox 66,6 % - 33,3%   |
| 2020  | Président  | Biden 63,9 - 34,9%      |
| 2020  | Sénat      | Jones 66,2 % - 33,7 %   |
| 2022  | Gouverneur | Flowers 58,3 % - 38,6 % |
| 2022  | Sénat      | Boyd 59,9 % - 38,2 %    |

## Liste des représentants du district
| Membre                                         | Parti            | Années                              | Congrès     | Histoire électorale | Localisation                               |
| ---------------------------------------------- | ---------------- | ----------------------------------- | ----------- | --- | ------------------------------------------ |
| District créé le 4 mars 1843                   |                  |                                     |             | |                                            |
| Felix Grundy McConnell (en)                    | Démocrate        | 4 mars 1843 - 10 septembre 1846     | 28e , 29e   | Élu en 1843. Réélu en 1845. Décès. | 1843–1853                                  |
| Vacant                                         | Vacant           | 10 septembre 1846 - 7 décembre 1846 | 29e         | | 1843–1853                                  |
| Franklin Welsh Bowdon (en)                     | Démocrate        | 7 décembre 1846 - 3 mars 1851       | 29e - 31e   | Élu pour terminer le mandat de McConnell. Réélu en 1847. Réélu en 1849. Retrait.                                                                                            | 1843–1853                                  |
| Alexander White (en)                           | Whig             | 4 mars 1851 - 3 mars 1853           | 32e         | Élu en 1851. Retrait. | 1843–1853                                  |
| James Ferguson Dowdell (en)                    | Démocrate        | 4 mars 1853 - 3 mars 1855           | 33e         | Élu en 1843. Redécoupage vers le 3e district. | 1853–1863                                  |
| Sampson Willis Harris (en)                     | Démocrate        | 4 mars 1855 - 3 mars 1857           | 34e         | Redécoupage depuis le 3e district et réélu en 1855. Retrait. | 1853–1863                                  |
| Jabez Lamar Monroe Curry (en)                  | Démocrate        | 4 mars 1857 - 21 janvier 1861       | 35e , 36e   | Élu en 1857. Réélu en 1859. Retrait à cause de la Guerre de Sécession. | 1853–1863                                  |
| Vacant                                         | Vacant           | 21 janvier 1861 - 3 mars 1863       | 36e , 37e   | Retrait des Représentants durant la Guerre de Sécession. | 1853–1863                                  |
| District supprimé en 1863 et rétablit en 1877. |                  |                                     |             | |                                            |
| William H. Forney (en)                         | Démocrate        | 4 mars 1877 - 3 mars 1893           | 45e - 52e   | Redécoupage depuis le district at-large et réélu en 1876. Réélu en 1878. Réélu en 1880. Réélu en 1882. Réélu en 1884. Réélu en 1886. Réélu en 1888. Réélu en 1890. Retrait. | 1873–1893                                  |
| William Henry Denson (en)                      | Démocrate        | 4 mars 1893 - 3 mars 1895           | 53e         | Élu en 1892. perd sa renomination. | 1893–1903                                  |
| Milford W. Howard (en)                         | Populiste        | 4 mars 1895 - 3 mars 1899           | 54e , 55e   | Élu en 1894. Réélu en 1896. Retrait. | 1893–1903                                  |
| John L. Burnett (en)                           | Démocrate        | 4 mars 1899 - 13 mai 1919           | 56e - 66e   | Élu en 1898. Réélu en 1900. Réélu en 1902. Réélu en 1904. Réélu en 1906. Réélu en 1908. Réélu en 1910. Réélu en 1912. Réélu en 1914. Réélu en 1916. Réélu en 1918. Décès.   | 1893–1903                                  |
| Vacant                                         | Vacant           | 13 mais 1919 - 30 septembre 1919    | 66e         | |                                            |
| Lilius Bratton Rainey (en)                     | Démocrate        | 30 septembre 1919 - 3 mars 1923     | 66e , 67e   | Élu pour terminer le mandat de Burnett. Réélu en 1920. Retrait. | 1913–1933                                  |
| Miles C. Allgood (en)                          | Démocrate        | 4 mars 1923 - 3 mars 1933           | 68e - 72e   | Élu en 1922. Réélu en 1924. Réélu en 1926. Réélu en 1928. Réélu en 1930. Redécoupage vers le 5e district.                                                                   | 1913–1933                                  |
| William B. Bankhead (en)                       | Démocrate        | 4 mars 1933 - 15 septembre 1940     | 73e - 76e   | Redécoupage depuis le 10e district et réélu en 1932. Réélu en 1934. Réélu en 1936. Réélu en 1938. Décès.                                                                    | 1933–1943                                  |
| Vacant                                         | Vacant           | 15 septembre 1940 - 5 novembre 1940 | 76e         | | 1933–1943                                  |
| Zadoc L. Weatherford (en)                      | Démocrate        | 5 novembre 1940 - 3 janvier 1941    | 76e         | Élu pour terminer le mandat de William Bankhead. Retrait. | 1933–1943                                  |
| Walter W. Bankhead (en)                        | Démocrate        | 3 janvier 1941 - 1er février        | 77e         | Élu en 1940. Démission. | 1933–1943                                  |
| Vacant                                         | Vacant           | 1er février 1941 - 24 juin 1941     | 77e         | | 1933–1943                                  |
| Carter Manasco (en)                            | Démocrate        | 24 juin 1941 - 3 janvier 1949       | 77e - 80e   | Élu pour terminer le mandat de Walter Bankhead. Réélu en 1942. Réélu en 1944. Réélu en 1946. perd sa renomination.                                                          | 1933–1943                                  |
| Carl Elliott                                   | Démocrate        | 3 janvier 1949 - 3 janvier 1963     | 81e - 87e   | Élu en 1948. Réélu en 1950. Réélu en 1952. Réélu en 1954. Réélu en 1956. Réélu en 1958. Réélu en 1960. Redécoupage vers le district at-large.                               | 1953–1963                                  |
| District inactif                               | District inactif | 3 janvier 1963 - 3 janvier 1965     | 88e         | Tous les Représentants sont élus at-large. | Tous les Représentants sont élus at-large. |
| James D. Martin (en)                           | Républicain      | 3 janvier 1965 - 3 janvier 1967     | 89e         | Élu en 1964. Retrait pour se présenter comme Gouverneur. | 1965–1973                                  |
| Tom Bevill (en)                                | Démocrate        | 3 janvier 1967 - 3 janvier 1973     | 90e - 91e   | Élu en 1966. Réélu en 1968. Réélu en 1970. Redécoupage vers le 4e district.                                                                                                 | 1965–1973                                  |
| Walter Flowers (en)                            | Démocrate        | 3 janvier 1973 - 3 janvier 1979     | 93e - 95e   | Redécoupage depuis le 5e district et réélu en 1972. Réélu en 1974. Réélu en 1976. Réélu en 1978. Retrait pour se présenter comme Sénateur des États-Unis.                   | 1973–1983                                  |
| Richard Shelby                                 | Démocrate        | 3 janvier 1979 - 3 janvier 1987     | 96e - 99e   | Élu en 1978. Réélu en 1980. Réélu en 1982. Réélu en 1984. Retrait pour se présenter comme Sénateur des États-Unis.                                                          | 1983–1993                                  |
| Claude Harris Jr. (en)                         | Démocrate        | 3 janvier 1987 - 3 janvier 1993     | 100e - 102e | Élu en 1986. Réélu en 1988. Réélu en 1990. Retrait. | 1983–1993                                  |
| Earl Hilliard (en)                             | Démocrate        | 3 janvier 1993 - 3 janvier 2003     | 103e 107e   | Élu en 1992. Réélu en 1994. Réélu en 1996. Réélu en 1998. Réélu en 2000. perd sa renomination.                                                                              | 1993–2003                                  |
| Artur Davis                                    | Démocrate        | 3 janvier 2003 - 3 janvier 2011     | 108e - 111e | Élu en 2002. Réélu en 2004. Réélu en 2006. Réélu en 2008. Retrait pour se présenter comme Gouverneur.                                                                       | 2003–2013                                  |
| Terri Sewell                                   | Démocrate        | 3 janvier 2011 - en cours           | 112e - 119e | Élue en 2010. Réélue en 2012. Réélue en 2014. Réélue en 2016. Réélue en 2018. Réélue en 2020. Réélue en 2022. Réélue en 2024.                                               | 2003–2013                                  |
| Terri Sewell                                   | Démocrate        | 3 janvier 2011 - en cours           | 112e - 119e | Élue en 2010. Réélue en 2012. Réélue en 2014. Réélue en 2016. Réélue en 2018. Réélue en 2020. Réélue en 2022. Réélue en 2024.                                               | 2013–2023 2023–2025 2025 - en cours        |

## Résultats des récentes élections
Voici les résultats des 10 précédents cycles électoraux dans le district.

### 2002
| Élection de 2002 du 7e district congressionnel de l'Alabama | Élection de 2002 du 7e district congressionnel de l'Alabama | Élection de 2002 du 7e district congressionnel de l'Alabama | Élection de 2002 du 7e district congressionnel de l'Alabama | Élection de 2002 du 7e district congressionnel de l'Alabama |
| ----------------------------------------------------------- | ----------------------------------------------------------- | ----------------------------------------------------------- | ----------------------------------------------------------- | ----------------------------------------------------------- |
| Parti                                                       | Parti                                                       | Candidat                                                    | Votes                                                       | %                                                           |
|                                                             | Démocrate                                                   | Artur Davis                                                 | 153 735                                                     | 92.30%                                                      |
|                                                             | Libertarien                                                 | Lauren Orth McCay                                           | 12 100                                                      | 7.31%                                                       |
|                                                             | Write-in                                                    | Write-in                                                    | 474                                                         | 0.29%                                                       |
| Majorité                                                    | Majorité                                                    | Majorité                                                    | 141 635                                                     | 84.9%                                                       |
| Total des votes                                             | Total des votes                                             | Total des votes                                             | 166 309                                                     | 100 %                                                       |
|                                                             | Les Démocrates conservent                                   |                                                             |                                                             |                                                             |

### 2004
| Élection de 2004 du 7e district congressionnel de l'Alabama | Élection de 2004 du 7e district congressionnel de l'Alabama | Élection de 2004 du 7e district congressionnel de l'Alabama | Élection de 2004 du 7e district congressionnel de l'Alabama | Élection de 2004 du 7e district congressionnel de l'Alabama |
| ----------------------------------------------------------- | ----------------------------------------------------------- | ----------------------------------------------------------- | ----------------------------------------------------------- | ----------------------------------------------------------- |
| Parti                                                       | Parti                                                       | Candidat                                                    | Votes                                                       | %                                                           |
|                                                             | Démocrate                                                   | Artur Davis (sortant)                                       | 183 408                                                     | 75%                                                         |
|                                                             | Républicain                                                 | Steve Cameron                                               | 61 019                                                      | 25%                                                         |
|                                                             | Write-in                                                    | Write-in                                                    | 211                                                         | 0.09%                                                       |
| Majorité                                                    | Majorité                                                    | Majorité                                                    | 122 389                                                     | 50%                                                         |
| Total des votes                                             | Total des votes                                             | Total des votes                                             | 244 638                                                     | 100 %                                                       |
|                                                             | Les Démocrates conservent                                   |                                                             |                                                             |                                                             |

### 2006
| Élection de 2006 du 7e district congressionnel de l'Alabama | Élection de 2006 du 7e district congressionnel de l'Alabama | Élection de 2006 du 7e district congressionnel de l'Alabama | Élection de 2006 du 7e district congressionnel de l'Alabama | Élection de 2006 du 7e district congressionnel de l'Alabama |
| ----------------------------------------------------------- | ----------------------------------------------------------- | ----------------------------------------------------------- | ----------------------------------------------------------- | ----------------------------------------------------------- |
| Parti                                                       | Parti                                                       | Candidat                                                    | Votes                                                       | %                                                           |
|                                                             | Démocrate                                                   | Artur Davis (sortant)                                       | 133 870                                                     | 99%                                                         |
|                                                             | Write-in                                                    | Write-in                                                    | 1297                                                        | 1%                                                          |
| Majorité                                                    | Majorité                                                    | Majorité                                                    | 132 573                                                     | 98%                                                         |
| Total des votes                                             | Total des votes                                             | Total des votes                                             | 135 167                                                     | 100 %                                                       |
|                                                             | Les Démocrates conservent                                   |                                                             |                                                             |                                                             |

### 2008
| Élection de 2008 du 7e district congressionnel de l'Alabama | Élection de 2008 du 7e district congressionnel de l'Alabama | Élection de 2008 du 7e district congressionnel de l'Alabama | Élection de 2008 du 7e district congressionnel de l'Alabama | Élection de 2008 du 7e district congressionnel de l'Alabama |
| ----------------------------------------------------------- | ----------------------------------------------------------- | ----------------------------------------------------------- | ----------------------------------------------------------- | ----------------------------------------------------------- |
| Parti                                                       | Parti                                                       | Candidat                                                    | Votes                                                       | %                                                           |
|                                                             | Démocrate                                                   | Artur Davis (sortant)                                       | 228 518                                                     | 99%                                                         |
|                                                             | Write-in                                                    | Write-in                                                    | 3183                                                        | 1%                                                          |
| Majorité                                                    | Majorité                                                    | Majorité                                                    | 225 335                                                     | 98%                                                         |
| Total des votes                                             | Total des votes                                             | Total des votes                                             | 231 701                                                     | 100 %                                                       |
|                                                             | Les Démocrates conservent                                   |                                                             |                                                             |                                                             |

### 2010
| Élection de 2010 du 7e district congressionnel de l'Alabama | Élection de 2010 du 7e district congressionnel de l'Alabama | Élection de 2010 du 7e district congressionnel de l'Alabama | Élection de 2010 du 7e district congressionnel de l'Alabama | Élection de 2010 du 7e district congressionnel de l'Alabama |
| ----------------------------------------------------------- | ----------------------------------------------------------- | ----------------------------------------------------------- | ----------------------------------------------------------- | ----------------------------------------------------------- |
| Parti                                                       | Parti                                                       | Candidat                                                    | Votes                                                       | %                                                           |
|                                                             | Démocrate                                                   | Terri Sewell                                                | 136 223                                                     | 72%                                                         |
|                                                             | Républicain                                                 | Don Chamberlain                                             | 51 882                                                      | 28%                                                         |
| Majorité                                                    | Majorité                                                    | Majorité                                                    | 84 341                                                      | 44%                                                         |
| Total des votes                                             | Total des votes                                             | Total des votes                                             | 188 105                                                     | 100 %                                                       |
|                                                             | Les Démocrates conservent                                   |                                                             |                                                             |                                                             |

### 2012
| Élection de 2012 du 7e district congressionnel de l'Alabama | Élection de 2012 du 7e district congressionnel de l'Alabama | Élection de 2012 du 7e district congressionnel de l'Alabama | Élection de 2012 du 7e district congressionnel de l'Alabama | Élection de 2012 du 7e district congressionnel de l'Alabama |
| ----------------------------------------------------------- | ----------------------------------------------------------- | ----------------------------------------------------------- | ----------------------------------------------------------- | ----------------------------------------------------------- |
| Parti                                                       | Parti                                                       | Candidat                                                    | Votes                                                       | %                                                           |
|                                                             | Démocrate                                                   | Terri Sewell (sortante)                                     | 232 520                                                     | 76%                                                         |
|                                                             | Républicain                                                 | Don Chamberlain                                             | 73 835                                                      | 24%                                                         |
| Majorité                                                    | Majorité                                                    | Majorité                                                    | 158 685                                                     | 52%                                                         |
| Total des votes                                             | Total des votes                                             | Total des votes                                             | 299 057                                                     | 100 %                                                       |
|                                                             | Les Démocrates conservent                                   |                                                             |                                                             |                                                             |

### 2014
| Élection de 2014 du 7e district congressionnel de l'Alabama | Élection de 2014 du 7e district congressionnel de l'Alabama | Élection de 2014 du 7e district congressionnel de l'Alabama | Élection de 2014 du 7e district congressionnel de l'Alabama | Élection de 2014 du 7e district congressionnel de l'Alabama |
| ----------------------------------------------------------- | ----------------------------------------------------------- | ----------------------------------------------------------- | ----------------------------------------------------------- | ----------------------------------------------------------- |
| Parti                                                       | Parti                                                       | Candidat                                                    | Votes                                                       | %                                                           |
|                                                             | Démocrate                                                   | Terri Sewell (sortante)                                     | 133 687                                                     | 98%                                                         |
|                                                             | Write-in                                                    | Write-in                                                    | 2212                                                        | 2%                                                          |
| Majorité                                                    | Majorité                                                    | Majorité                                                    | 131 475                                                     | 96%                                                         |
| Total des votes                                             | Total des votes                                             | Total des votes                                             | 135 899                                                     | 100 %                                                       |
|                                                             | Les Démocrates conservent                                   |                                                             |                                                             |                                                             |

### 2016
| Élection de 2016 du 7e district congressionnel de l'Alabama | Élection de 2016 du 7e district congressionnel de l'Alabama | Élection de 2016 du 7e district congressionnel de l'Alabama | Élection de 2016 du 7e district congressionnel de l'Alabama | Élection de 2016 du 7e district congressionnel de l'Alabama |
| ----------------------------------------------------------- | ----------------------------------------------------------- | ----------------------------------------------------------- | ----------------------------------------------------------- | ----------------------------------------------------------- |
| Parti                                                       | Parti                                                       | Candidat                                                    | Votes                                                       | %                                                           |
|                                                             | Démocrate                                                   | Terri Sewell (sortante)                                     | 229 330                                                     | 98%                                                         |
|                                                             | No party                                                    | No party                                                    | 3698                                                        | 2%                                                          |
| Total des votes                                             | Total des votes                                             | Total des votes                                             | 233 028                                                     | 100 %                                                       |
|                                                             | Les Démocrates conservent                                   |                                                             |                                                             |                                                             |

### 2018
| Élection de 2018 du 7e district congressionnel de l'Alabama | Élection de 2018 du 7e district congressionnel de l'Alabama | Élection de 2018 du 7e district congressionnel de l'Alabama | Élection de 2018 du 7e district congressionnel de l'Alabama | Élection de 2018 du 7e district congressionnel de l'Alabama |
| ----------------------------------------------------------- | ----------------------------------------------------------- | ----------------------------------------------------------- | ----------------------------------------------------------- | ----------------------------------------------------------- |
| Parti                                                       | Parti                                                       | Candidat                                                    | Votes                                                       | %                                                           |
|                                                             | Démocrate                                                   | Terri Sewell (sortante)                                     | 185 010                                                     | 97%                                                         |
|                                                             | No party                                                    | No party                                                    | 4153                                                        | 2%                                                          |
| Total des votes                                             | Total des votes                                             | Total des votes                                             | 189 163                                                     | 100 %                                                       |
|                                                             | Les Démocrates conservent                                   |                                                             |                                                             |                                                             |

### 2020
| Élection de 2020 du 7e district congressionnel de l'Alabama | Élection de 2020 du 7e district congressionnel de l'Alabama | Élection de 2020 du 7e district congressionnel de l'Alabama | Élection de 2020 du 7e district congressionnel de l'Alabama | Élection de 2020 du 7e district congressionnel de l'Alabama |
| ----------------------------------------------------------- | ----------------------------------------------------------- | ----------------------------------------------------------- | ----------------------------------------------------------- | ----------------------------------------------------------- |
| Parti                                                       | Parti                                                       | Candidat                                                    | Votes                                                       | %                                                           |
|                                                             | Démocrate                                                   | Terri Sewell (sortante)                                     | 225 742                                                     | 97.2%                                                       |
|                                                             | Write-in                                                    | Write-in                                                    | 6589                                                        | 2.8%                                                        |
| Total des votes                                             | Total des votes                                             | Total des votes                                             | 232 331                                                     | 100 %                                                       |
|                                                             | Les Démocrates conservent                                   |                                                             |                                                             |                                                             |

### 2022
Les Primaires Démocrates et Républicaine ont été annulées. Terri Sewell (D-Sortante) et Beatrice Nichols (R) avancent vers l'Élection Générale,.
| Élection de 2022 du 7e district congressionnel de l'Alabama | Élection de 2022 du 7e district congressionnel de l'Alabama | Élection de 2022 du 7e district congressionnel de l'Alabama | Élection de 2022 du 7e district congressionnel de l'Alabama | Élection de 2022 du 7e district congressionnel de l'Alabama |
| ----------------------------------------------------------- | ----------------------------------------------------------- | ----------------------------------------------------------- | ----------------------------------------------------------- | ----------------------------------------------------------- |
| Parti                                                       | Parti                                                       | Candidat                                                    | Votes                                                       | %                                                           |
|                                                             | Démocrate                                                   | Terri Sewell (sortante)                                     | 123 233                                                     | 63,5 %                                                      |
|                                                             | Républicain                                                 | Beatrice Nichols                                            | 67 416                                                      | 34,8 %                                                      |
|                                                             | Libertarien                                                 | Gavin Goodman                                               | 3212                                                        | 1,7 %                                                       |
|                                                             | Write-in                                                    | Write-in                                                    | 79                                                          | 0.0 %                                                       |
| Total des votes                                             | Total des votes                                             | Total des votes                                             | 193 940                                                     | 100 %                                                       |
|                                                             | Les Démocrates conservent                                   |                                                             |                                                             |                                                             |

### 2024
| Primaire Démocrate de 2024 du 7e district congressionnel de l'Alabama | Primaire Démocrate de 2024 du 7e district congressionnel de l'Alabama | Primaire Démocrate de 2024 du 7e district congressionnel de l'Alabama | Primaire Démocrate de 2024 du 7e district congressionnel de l'Alabama | Primaire Démocrate de 2024 du 7e district congressionnel de l'Alabama |
| --------------------------------------------------------------------- | --------------------------------------------------------------------- | --------------------------------------------------------------------- | --------------------------------------------------------------------- | --------------------------------------------------------------------- |
| Parti                                                                 | Parti                                                                 | Candidat                                                              | Votes                                                                 | %                                                                     |
|                                                                       | Démocrate                                                             | Terri Sewell (sortante)                                               | 59 153                                                                | 92,6                                                                  |
|                                                                       | Démocrate                                                             | Chris Davis                                                           | 4715                                                                  | 7,4                                                                   |

| Primaire Républicaine de 2024 du 7e district congressionnel de l'Alabama | Primaire Républicaine de 2024 du 7e district congressionnel de l'Alabama | Primaire Républicaine de 2024 du 7e district congressionnel de l'Alabama | Primaire Républicaine de 2024 du 7e district congressionnel de l'Alabama | Primaire Républicaine de 2024 du 7e district congressionnel de l'Alabama |
| ------------------------------------------------------------------------ | ------------------------------------------------------------------------ | ------------------------------------------------------------------------ | ------------------------------------------------------------------------ | ------------------------------------------------------------------------ |
| Parti                                                                    | Parti                                                                    | Candidat                                                                 | Votes                                                                    | %                                                                        |
|                                                                          | Républicain                                                              | Christian Horn                                                           | 18 116                                                                   | 58,2                                                                     |
|                                                                          | Républicain                                                              | Robin Litaker                                                            | 12 990                                                                   | 41,8                                                                     |

| Élection de 2024 du 7e district congressionnel de l'Alabama | Élection de 2024 du 7e district congressionnel de l'Alabama | Élection de 2024 du 7e district congressionnel de l'Alabama | Élection de 2024 du 7e district congressionnel de l'Alabama | Élection de 2024 du 7e district congressionnel de l'Alabama |
| ----------------------------------------------------------- | ----------------------------------------------------------- | ----------------------------------------------------------- | ----------------------------------------------------------- | ----------------------------------------------------------- |
| Parti                                                       | Parti                                                       | Candidat                                                    | Votes                                                       | %                                                           |
|                                                             | Démocrate                                                   | Terri Sewell (sortante)                                     | 186 723                                                     | 63,7                                                        |
|                                                             | Républicain                                                 | Christian Horn                                              | 106 312                                                     | 36,3                                                        |
|                                                             | Write-in                                                    | Write-in                                                    | 185                                                         | 0,1                                                         |
| Total des votes                                             | Total des votes                                             | Total des votes                                             | 293 220                                                     | 100 %                                                       |
|                                                             | Les Démocrates conservent                                   |                                                             |                                                             |                                                             |